# Beatriz Williams
 Beatriz Williams, que também usa o pseudônimo Juliana Gray, é uma escritora de ficção histórica americana.

## Vida pessoal e educação
Williams é um graduado da Universidade de Stanford, onde obteve seu diploma de bacharel, e também possui um Mestrado em Administração de Empresas pela renomada Universidade Columbia.
Ela vive em Connecticut com seu marido e quatro filhos.

## Prêmios e honras
| Ano  | Título                          | Prêmio                                               | Resultado | - O juiz. |
| ---- | ------------------------------- | ---------------------------------------------------- | --------- | --------- |
| 2013 | A Hundred Summers               | Prêmio Goodreads Choice para Melhor Ficção Histórica | Candidato | [ 3 ]     |
| 2014 | The Secret Life of Violet Grant | Prêmio Goodreads Choice para Melhor Ficção Histórica | Candidato | [ 4 ]     |
| 2018 | The Summer Wives                | Prêmio Goodreads Choice para Melhor Ficção Histórica | Candidato | [ 5 ]     |

## Publicações

### Como Beatriz Williams

#### Novelas de certa idade
1. A Certain Age. [S.l.]: William Morrow and Company. 2016. ISBN 9780062404954[6][7][8]
2. Cocoa Beach. [S.l.]: William Morrow and Company. 2017. ISBN 9780062405005[9][10][11][12]

#### Livros infantis
- Sight Word Surf: My Next 50 Words. [S.l.: s.n.] 2023. ISBN 9798396629813
- Sight Word Safari: My First 50 Sight Words. [S.l.: s.n.] 2023. ISBN 9798395747297

#### Contribuições de antologia
- Fall of Poppies: Stories of Love and the Great War. [S.l.]: William Morrow and Company. 2016. ISBN 9780062418548[13][14]
- An American Airman in Paris: A Short Story from Fall of Poppies: Stories of Love and the Great War. [S.l.]: William Morrow and Company. 2016. ISBN 9780062476586

#### Novelas co-autoras
- Willig, Lauren; White, Karen (2016). The Forgotten Room. [S.l.]: William Morrow and Company. ISBN 9780451474629[15][16][17]
- Willig, Lauren; White, Karen (2018). The Glass Ocean. [S.l.]: William Morrow and Company. ISBN 9780062642479[18][19]
- Willig, Lauren; White, Karen (2020). All the Ways We Said Goodbye. [S.l.]: William Morrow and Company. ISBN 9780062931092[20][21][22]
- Willig, Lauren; White, Karen (2022). The Lost Summers of Newport. [S.l.]: William Morrow and Company. ISBN 9780063040748[23][24]

#### Novelas de Schuyler Sisters
1. The Secret Life of Violet Grant. [S.l.]: G.P. Putnam's Sons. 2014. ISBN 9780399162176[25][26][27][28]
2. Tiny Little Thing. [S.l.]: G.P. Putnam's Sons. 2015. ISBN 9780399171307[29][30][31]
3. Along the Infinite Sea. [S.l.]: G.P. Putnam's Sons. 2015. ISBN 9780399171314[32][33][34][35]

#### Novelas independentes
- Overseas. [S.l.]: G. P. Putnam's Sons. 2012. ISBN 9780399157646[36][37]
- A Hundred Summers. [S.l.]: G. P. Putnam's Sons. 2013. ISBN 9780399162169[38][39][40][41]
- The Summer Wives. [S.l.]: William Morrow and Company. 2018. ISBN 9780062660343[42][43][44]
- The Golden Hour. [S.l.]: William Morrow and Company. 2019. ISBN 9780062834751[45][46][47]
- Her Last Flight. [S.l.]: William Morrow and Company. 2020. ISBN 978-0-06-283478-2[48]
- Our Woman in Moscow. [S.l.]: William Morrow and Company. 2021. ISBN 978-0-06-302078-8[49][50][51]

- The Beach at Summerly. [S.l.]: William Morrow and Company. 2023. ISBN 978-0-06-302078-8[52][53][54][55][56][57][58]

#### The Wicked City series
1. The Wicked City. [S.l.]: William Morrow and Company. 2017. ISBN 9780062405036[59][60][61][62]
2. The Wicked Redhead. [S.l.]: William Morrow and Company. 2019. ISBN 9780062660329[63][64][65][66]
3. The Wicked Widow. [S.l.]: William Morrow and Company. 2021. ISBN 9780063142442[67]

### Como Juliana Gray

#### Assuntos da série Moonlight
1. A Lady Never Lies. [S.l.]: Berkley Sensation. 2012. ISBN 9780425250921[68][69]
2. A Gentleman Never Tells. [S.l.]: Berkley Sensation. 2012. ISBN 9780425251072[70]
3. A Duke Never Yields. [S.l.]: Berkley Sensation. 2013. ISBN 9780425251188[71]

#### Emmeline Truelove série
1. The Duke of Olympia Meets His Match. [S.l.]: InterMix. 2016
2. A Most Extraordinary Pursuit. [S.l.]: Berkley Books. 2016. ISBN 9780425277072[72][73][74]
3. A Strange Scottish Shore. [S.l.]: Berkley Books. 2017. ISBN 9780425277089[75]

#### A Princess In Hiding series
1. How to Tame Your Duke. [S.l.]: Berkley Sensation. 2013. ISBN 9780425265666[76][77]
2. How to Master Your Marquis. [S.l.]: Berkley Sensation. 2014. ISBN 9780425265673[78][79]
3. How to School Your Scoundrel. [S.l.]: Berkley Sensation. 2014. ISBN 9780425265680[80][81][82]